# Hr.Ms. Aneta (1916)
Hr.Ms. Aneta was de tijdens de Nederlandse algehele mobilisatie in 1939 gevorderde trawler IJM 82. De IJM 82 was gebouwd door de Duitse scheepswerf Frerichs uit Einswarden. De Aneta werd door de Nederlandse marine verbouwd tot boeienschip en in dienst genomen als Boeienschip 6. Een boeienschip was een schip dat ingericht was voor het onderhoud aan de boeien die de mijnenvelden voor de kust markeerde.
De Aneta was een van in totaal tien trawlers die in augustus 1939 zijn gevorderd. De andere negen trawlers waren: Alkmaar, Andijk, Azimuth, Bloemendaal, Ewald, Hollandia, Maria R. Ommering, Walrus, Witte Zee.
In de meidagen van 1940 wist de Aneta niet uit te wijken naar het Verenigd Koninkrijk waardoor het schip in Duitse handen viel. Gedurende Tweede Wereldoorlog is het schip verloren gegaan.